# Rivière cévenole
Pour les articles homonymes, voir Cévenol.

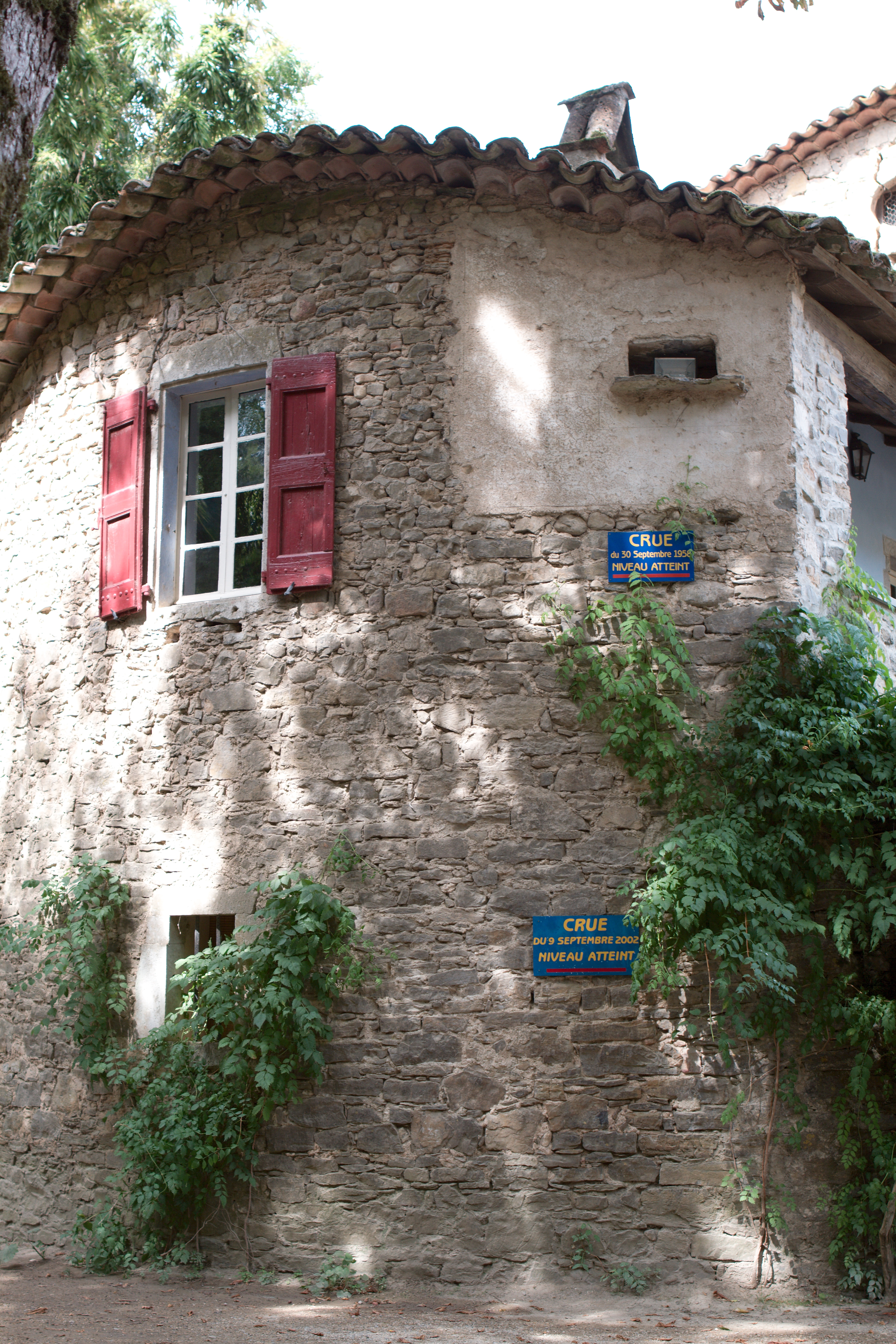
Hauteur des différentes gardonnades à Anduze sur une maison de la bambouseraie de Prafrance.

Une rivière cévenole est en hydrologie le nom donné aux cours d'eau dont les variations de débit sont dues aux orages cévenols soudains et violents qui provoquent de fortes crues accompagnées souvent de graves inondations. Ces rivières temporaires ont des caractéristiques similaires aux oueds d'Afrique du nord.

## Nom des crues

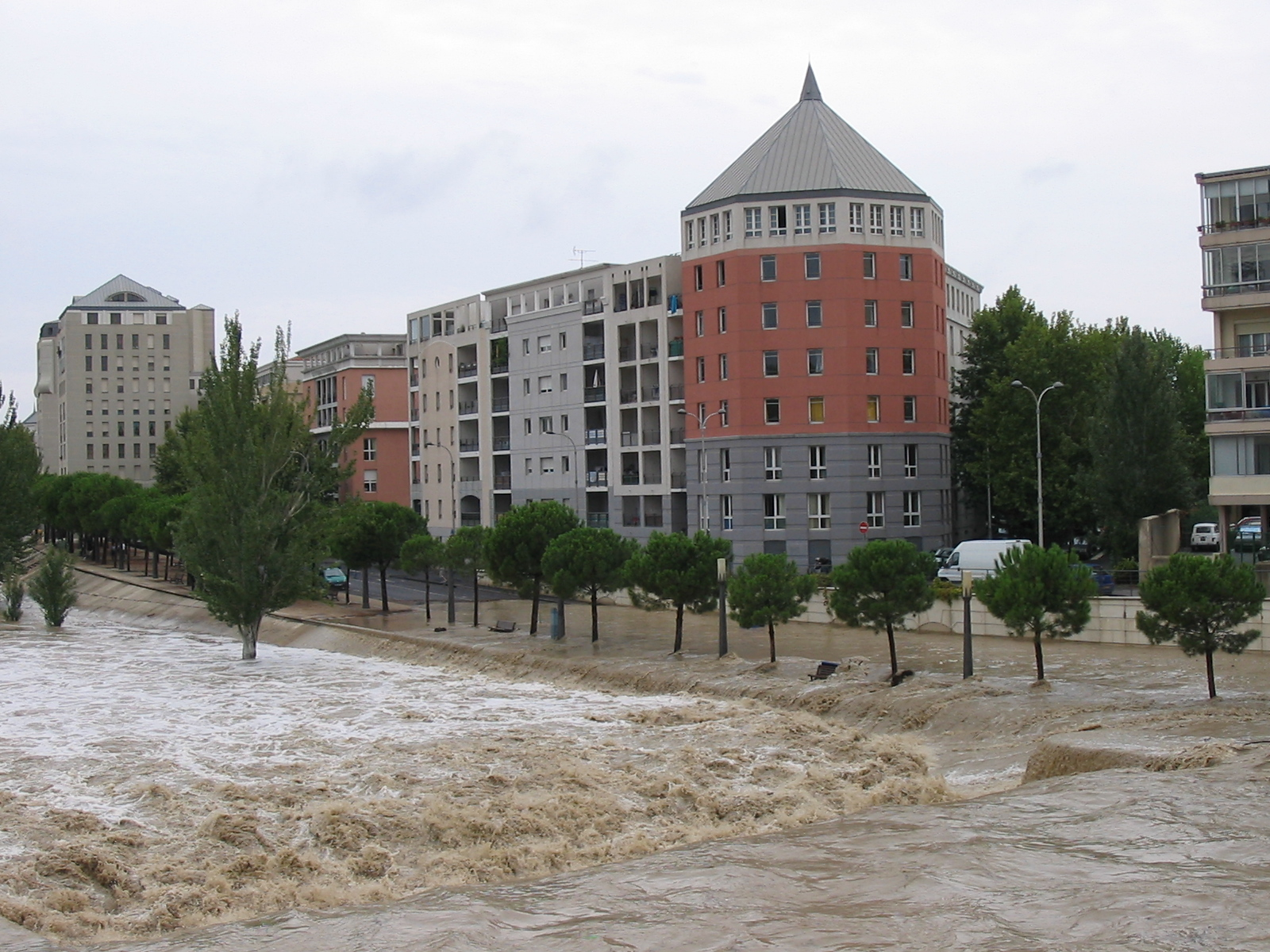
Le Lez en crue à Montpellier lors des épisodes orageux du 6 septembre 2005.

Localement, les crues des rivières cévenoles sont souvent nommées par le nom du cours d'eau auquel est adjoint un suffixe. Ainsi le Lez à Montpellier est connu pour ses lézades. Le Vidourle, qui passe entre Nîmes et Montpellier, pour ses vidourlades et le Tarn pour ses tarnades. Ses affluents comme la Dourbie, le Dourdou de Camarès ou l'Agout sont aussi concernés par le phénomène météorologique. Les crues des diverses rivières appelées Gardon (Gardon de Saint-Jean et Gardon de Mialet qui forment ensemble le Gardon d'Anduze, Gardon d'Alès, , etc.) et qui se rejoignent pour former le Gard, sont nommées gardonnades.

## Intensité des crues

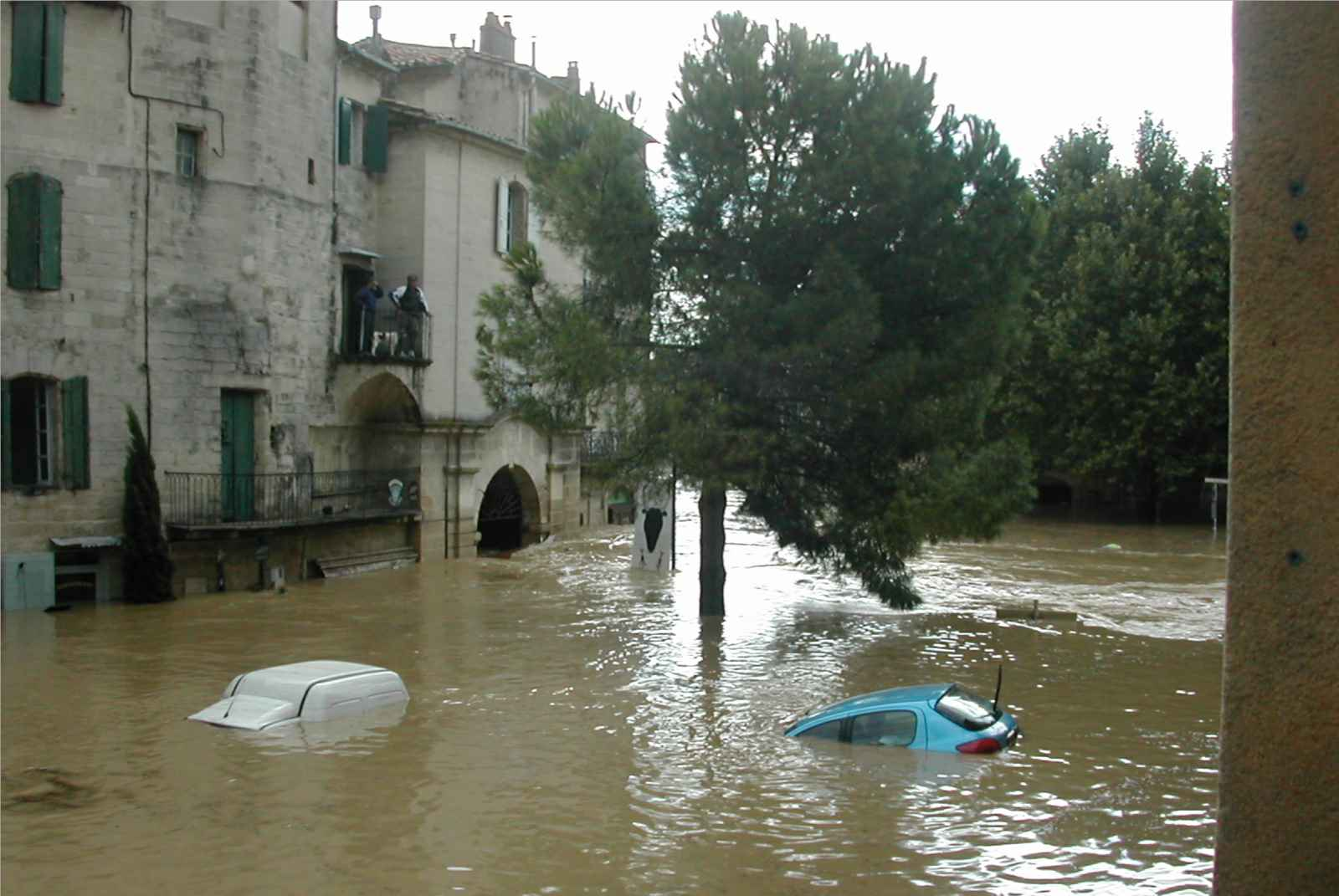
Vidourlade à Sommières en 2002.

Le rapport entre les débits de crues et le débit moyen est beaucoup plus élevé que celui de grands fleuves d'autres régions. Ainsi la Seine à Paris-Austerlitz, qui a un bassin versant de 46 800 km2, a un débit moyen (son module) de 310 m3/s, soit un débit spécifique moyen de 7,1 l/s/km2 ; et un débit décennal (débit moyen journalier maximal décennal) de 1 700 m3/s soit 39 l/s/km2. Par ailleurs ses crues étant lentes, le débit maximum instantané est peu différent du débit maximum journalier pour la même période de retour (dix ans pour la crue décennale).
Ces mêmes valeurs pour le Vidourle à Marsillargues (bassin versant de 798 km2) sont respectivement un module de 7,4 m3/s, un débit spécifique moyen de 9,3 l/s/km2, un débit décennal journalier de 550 m3/s soit 690 l/s/km2 et un débit décennal instantané de 840 m3/s (1 050 l/s/km2).
Le débit décennal instantané du Vidourle s'élève donc à environ la moitié de celui de la Seine, mais son débit décennal spécifique est 27 fois supérieur à celui de la Seine. Le rapport entre débit décennal et débit moyen est de 5,5 pour la Seine et de 110 pour le Vidourle.
Les fleuves côtiers et le Rhône peuvent également être affectés par les crues des affluents de ce type, en particulier lorsqu'elles se conjuguent avec d'autres apports importants.